# Alena (reina de Serbia)
Alena o Jelena (en serbio: Алена o Јелена; fallecida alrededor de 1388) fue una noble y reina consorte de Serbia. 

## Biografía
Se desconocen sus orígenes o su fecha de nacimiento o a que familia pertenecía. A principios de la década de 1330 Alena se casó con Vukašin Mrnjavčević, gobernador de Prilep. En 1365 su esposo fue coronado rey de Serbia y Alena se convirtió en su consorte.
Luego de la muerte de su marido en la batalla de Maritza en 1371, Alena se había retirado a un monasterio y adoptó el nombre de Jelisaveta. Falleció alrededor de 1388.
En poesía épica serbia Alena se llama Jevrosima y es la imagen de la moral, la rectitud y los valores cristianos. 

## Descendencia
Alena y Vukašin tuvieron al menos cinco hijos:
- Marko, rey de Serbia
- Andrijaš
- Dmitar
- Ivaniš
- Olivera, esposa de Đurađ I Balšić, señor de Zeta